# Parlementaire ondervraging Fiscale constructies
De parlementaire ondervraging Fiscale constructies is een Nederlandse parlementaire ondervraging die in juni 2017 onderzoek heeft gedaan naar de werkwijze van trustkantoren en de fiscale adviespraktijk, naar aanleiding van de Panama Papers die in 2015 naar de pers werden gelekt. Op 5 juli 2017 presenteerde de commissie haar eindverslag.
De commissie werd in december 2016 ingesteld op voorstel van Ed Groot en Rik Grashoff en in december werden de leden benoemd.
De tijdelijke commissie heeft in twee weken tijd 23 deskundigen en getuigen gehoord en heeft zich daarbij specifiek gericht op twee afzonderlijke kwesties, het doorsluizen van kapitaal via in Nederland gevestigde brievenbusfirma's en het wegsluizen van particuliere vermogens naar buitenlandse doelvennootschappen. De commissie had de formele status van een parlementaire enquête, maar werd gekarakteriseerd als een mini-enquête.

## Leden
Na de verkiezingen van maart 2017 werden nieuwe leden benoemd. De volgende Kamerleden waren lid van de Commissie:
| Lid             | Partij       | Termijn             | Opmerking       |
| --------------- | ------------ | ------------------- | --------------- |
| Ed Groot        | PvdA         | tot maart 2017      | voorzitter      |
| Henk Nijboer    | PvdA         | vanaf april 2017    | voorzitter      |
| Rik Grashoff    | GroenLinks   | tot maart 2017      | ondervoorzitter |
| Tom van der Lee | GroenLinks   | vanaf april 2017    | ondervoorzitter |
| Eppo Bruins     | ChristenUnie | vanaf december 2016 | [ 3 ] [ 5 ]     |
| Chris van Dam   | CDA          | vanaf april 2017    | [ 5 ]           |
| Arnold Merkies  | SP           | tot maart 2017      | [ 3 ]           |
| Renske Leijten  | SP           | vanaf april 2017    | [ 5 ]           |
| Wouter Koolmees | D66          | tot maart 2017      | [ 3 ]           |
| Jan Paternotte  | D66          | vanaf april 2017    | [ 5 ]           |

## Rapportage
Op woensdag 5 juli 2017 presenteerde de commissie haar eindverslag "Papieren werkelijkheid". De titel geeft weer wat de commissie tijdens haar verhoren onder ede waarnam: de betrokkenen bij doelvennootschappen - trustkantoren en belastingadviseurs - creëren een papieren werkelijkheid. Hiermee kan aan wettelijke vereisten worden voldaan, zonder dat de geest van de wet in acht wordt genomen. Voor toezichthouders en de fiscus wordt daarmee het zicht op de werkelijkheid lastiger gemaakt. Handhaving wordt ingewikkelder en risico’s op belastingontwijking en -ontduiking nemen toe.